# خلیج هلیله
خلیج هلیله خلیجی کوچک در حاشیه شمالی خلیج فارس در مقابل روستای هلیله در نزدیکی بوشهر در استان بوشهر است.